# Вацлав Воровский (судно, 1959)
Вацлав Воровский — советский четырёхпалубный пассажирский лайнер (англ. ocean liner) класса Михаил Калинин, использовавшийся с 60-х годов как круизное судно, был построен по советскому заказу на верфи VEB Mathias-Thesen-Werft Wismar в Висмаре ГДР в 1959 году. Судно было названо в честь российского революционера и одного из первых советских дипломатов Вацлава Воровского. Флагман пассажирского флота Мурманского морского пароходства с 1959 по 1988 год.

## История
Судно было спущено на воду в 1959 году, построено и передано Мурманскому морскому пароходству (МГМП → ММП) в Мурманске 22 декабря 1959 года. Вацлав Воровский относился к классу грузопассажирских морских судов Михаил Калинин, проект 101, немецкое обозначение Seefa 340 (нем. Seefahrgastschiff für 340 Passagiere — морское пассажирское судно на 340 пассажиров), изготавливавшихся с 1958 по 1964 год и ставшего самым крупносерийным проектом среди морских заказов в СССР, включавшего Вацлава Воровского и ещё 18 «сестёр», судов-близнецов. «Вацлав Воровский» стал первым в мире судном, совершившим с 5 сентября 1966 года трансарктические круизы по маршруту Мурманск — остров Хейса — Диксон — Дудинка — Норильск — остров Вайгач — Соловецкие острова — порт Архангельск — Мурманск. Несколько раз судно совершало рейсы на Кубу.
В 1973 году «Вацлав Воровский» модернизирован с учётом специфики работы в Заполярье, обновлён его интерьер, расширены каюты за счёт закрытой прогулочной палубы. При этом большую часть кают оборудовали санблоками с душем и туалетом. За счет сидячих мест в кресельном салоне была увеличена пассажировместимость до 411 мест.
За 29 лет эксплуатации экипаж теплохода выполнил 1609 рейсов, перевез 1 153 416 человек и 142 227 тонн грузов.
Регулярные рейсы в Гремиху теплоход начал выполнять с 1966 года. С 1984 по 1988 год судно эксплуатировалось Миннефтегазстроем и после вывода из эксплуатации планировалось превратить его в отель, однако за время нахождения в отстое судно неоднократно горело и в настоящее время находится в Выборгском заливе, на камнях недалеко от острова Малый Зиминский, в полузатопленном состоянии(60°39′00″ с. ш. 28°37′33″ в. д.).
Бессменным капитаном Вацлава Воровского на протяжении 25 лет, с 1960 по 1985 год, был Михаил Гансович Каск. Капитаном судна в последнем рейсе был Г. Семёнов (капитан-дублёр Вячеслав Кисляков).

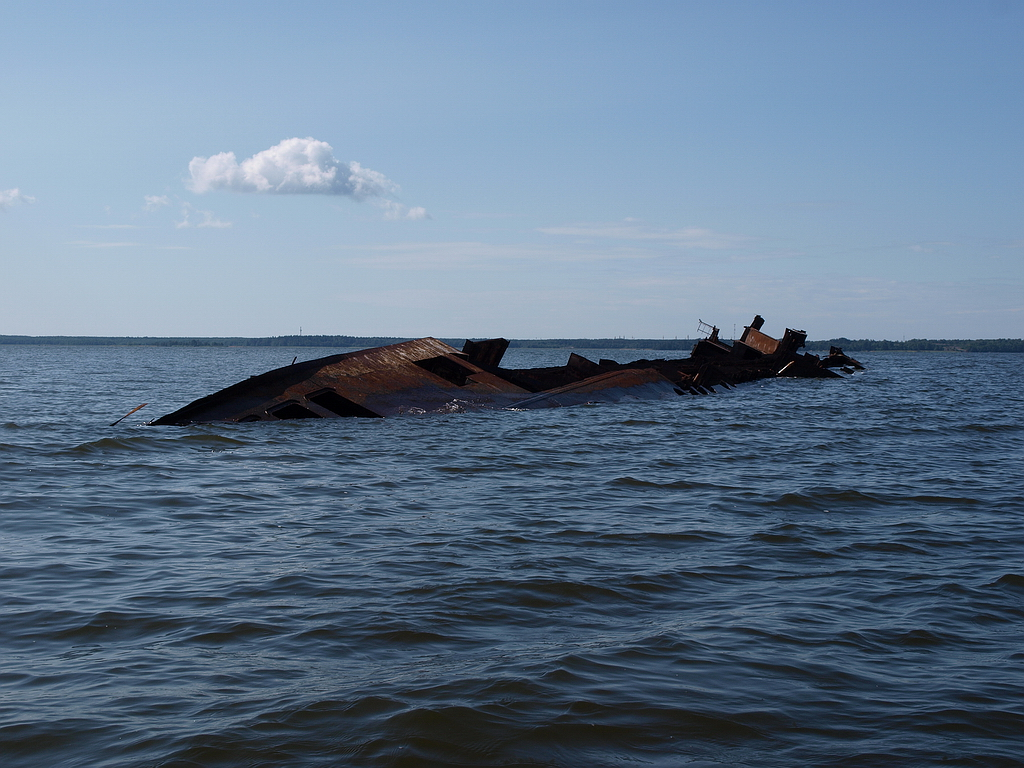
Остов судна в водах Выборгского залива